# Целом
Целом (на гръцки: koiloma – „кухина“) е изпълнена с течност телесна кухина между червата и телесната стена при някои безгръбначни животни и хордови животни. Покрита е от мезодермален епидермис. При бозайниците целомът се проявява в ембрионална фаза и бързо след това се видоизменя в перитонеална, плеврална и перикардиална празнина. Наличието на целом определя и животните, които го притежават като целомни. Такива са прешленести червеи, мекотели, членестоноги, иглокожи, хордови и редица други групи.
Функцията на целома е разнородна. Участва в обмяната на веществата поради връзката му с храносмилателната система. Резобира хранителните вещества и ги доставя посредством течността в кухината до всички части на тялото. Посредством хидростатичното налягане изпълнява и опорна функция. Течността в целомната кухина изпълнява и роля в отделянето на непотребните вещества като ги пренася до метанефридите. Тя е изпълнена и с фагоцити, които изпълняван своеобразна имунна защита. В целомът се образуват и половите клетки.